# Terrassenufer
Das Terrassenufer ist eine Innerortsstraße im Stadtzentrum von Dresden unmittelbar am linken Ufer der Elbe und Teil einer wichtigen innenstädtischen Ost-West-Achse. Es verläuft am nördlichen Rand der Stadtteile Innere Altstadt und Pirnaische Vorstadt und folgt dabei dem dortigen Elbbogen. Benannt ist es nach der Brühlschen Terrasse, die auf seiner Südseite steht. Am Terrassenufer befindet sich der Liegeplatz der Sächsischen Dampfschiffahrt. Teile der Terrassenuferbefestigung sind als Kulturdenkmal geschützt.
Das Terrassenufer entstand 1852 als Leinpfad, der 1874 bis 1879 zur Verkehrsstraße ausgebaut wurde. Diese wiederum wurde 1910 unter der Augustusbrücke hindurch bis zum Theaterplatz und nach dem Zweiten Weltkrieg noch weiter nach Nordwesten bis vor das heutige Landtagsgebäude verlängert.

## Stadtraum
Im schmalen Streifen zwischen dem Fluss und der Brühlschen Terrasse liegt der eigentliche Stadtraum Terrassenufer, der den nördlichen Abschluss der Inneren Altstadt bildet. Doch auch östlich der Carolabrücke, die das Terrassenufer ebenso wie die Augustusbrücke überspannt, trägt die Straße bis zum Sachsenplatz noch diesen Namen. Dieser Teil gehört zur Pirnaischen Vorstadt und ist breiter. So befindet sich hier zwischen Straße und Kaimauer ein ausgedehnter Grünstreifen, der den Übergang zu den sich nordöstlich anschließenden Elbwiesen bildet. Gemeinsam ist beiden Abschnitten die Uferbefestigung durch einen Kai, der das gesamte Altstädter Elbufer innerhalb des 26er Rings prägt. Vom Sachsenplatz bis zur Carolabrücke und insbesondere von der Zufahrt Theaterplatz bis zur Augustusbrücke weist die Straße ein merkliches Gefälle auf. Zwischen Augustus- und Carolabrücke befindet sich der tiefstgelegene Abschnitt des Terrassenufers.
Neben der asphaltierten Straße sind dort bis an die Kaimauer heran Gehwegplatten und Pflaster jeweils aus Lausitzer Granit verbaut, Bäume stehen dort nicht. Dafür hat das Terrassenufer im Abschnitt östlich der Steinstraße den Charakter einer Allee. Auch in Höhe der Semperoper ist der Straßenraum großzügiger angelegt – mit einem schmalen Mittelstreifen und Grünstreifen auf beiden Seiten. Vom Terrassenufer bietet sich ein Ausblick auf das Neustädter Elbufer auf der gegenüberliegenden Seite. Nordwestlich, in Höhe des Sächsischen Landtags, schließt sich die Neue Terrasse an – am dortigen Bernhard-von-Lindenau-Platz knickt die Straße um 90 Grad ab. Knapp unterhalb der Carolabrücke mündet am Terrassenufer der Kaitzbach in die Elbe. Allerdings ist die Mündung nicht sichtbar, der Bach ist auf seinem untersten Abschnitt ab dem Bereich Bürgerwiese/Georgplatz verrohrt.

## Verkehr
Das Terrassenufer ist Teil einer vom motorisierten Individualverkehr stark genutzten Verkehrsachse. Sie zieht sich in Ost-West-Richtung vom Schillerplatz über das Käthe-Kollwitz-Ufer und das Terrassenufer weiter über das Ostra-Ufer zur Magdeburger und Bremer Straße. Damit verbindet das Terrassenufer den Bereich Sachsenplatz und damit die Johannstadt über die Pirnaische Vorstadt und die Innere Altstadt mit dem Bernhard-von-Lindenau-Platz und damit der Wilsdruffer Vorstadt. Der westliche Abschnitt des Terrassenufers ist Teil des Promenadenrings um die Innere Altstadt.
Die Dresdner Verkehrsbetriebe bieten auf dem Terrassenufer keinen öffentlichen Personennahverkehr an. Auf der Augustus- und der Carolabrücke verlaufen zwei Trassen der Straßenbahn Dresden über dem Terrassenufer; die nächsten Haltestellen liegen am Rathenau- und am Theaterplatz. Entlang der Straße, die bis auf kurze Linksabbiegerspuren eine Kraftfahrspur pro Richtung aufweist, gibt es Gehwege sowie abschnittsweise Radfahr- bzw. Schutzstreifen.
Am Sachsenplatz besteht Anschluss an das Käthe-Kollwitz-Ufer, aber auch an die Albertbrücke und über die Sachsenallee an Güntz- und Gerokstraße. In der Pirnaischen Vorstadt münden von Süden die Schulgutstraße (nur als Fußweg), die Rietschelstraße (mit einem Treppenabgang in Richtung Elbe auf der gegenüberliegenden Straßenseite) und die Steinstraße ein – letztere als Verbindung zur Pillnitzer Straße und zum Rathenauplatz. In der Inneren Altstadt zweigen die Straße Hasenberg (in Richtung Tzschirnerplatz) sowie die unter der Brühlschen Terrasse hindurchführenden Münzgasse und Brühlsche Gasse ab. Eine namenlose Rampe führt hinauf zum Schloßplatz und zur Augustusbrücke, zudem gibt es eine Freitreppe und eine Zufahrt zum Theaterplatz.
Das Terrassenufer ist Teil der Sächsischen Weinstraße, einer der bedeutendsten sächsischen Ferienstraßen. Zwischen der Steinstraße und der Augustusbrücke verläuft der Elberadweg unmittelbar am Straßenrand des Terrassenufers. In Höhe Carolabrücke gibt es am Terrassenufer einen Busparkplatz (Einfahrt über Hasenberg, Ausfahrt zur Steinstraße) sowie elbseitig einen Pkw-Parkplatz. Für die Nutzung der Pkw-Stellplätze, auch auf der Straße selbst, ist eine Gebühr fällig. Etwa 15 vorgelagerte Schwimmanleger in der Elbe bilden für die Sächsische Dampfschiffahrt, die als die älteste und größte Raddampfer-Flotte der Welt gilt und als touristisches Verkehrsmittel dient, die zentrale Anlegestelle. Sie ist nach den St. Pauli-Landungsbrücken in Hamburg die größte Anlegestelle im Linienschiffsverkehr der Elbe. Alle neun Raddampfer des Unternehmens gehören zu den technischen Denkmalen in Dresden. Am Terrassenufer liegt außerdem eine Haltestelle der Dresdner Stadtrundfahrt.
Die hohen Verkehrsmengen auf dem Terrassenufer verursachen eine starke Trennwirkung zwischen Altstadt und Elbe. Um sie zu überwinden, wurden Geschwindigkeitssenkungen, Querungshilfen und Maßnahmen für eine konfliktfreiere Radverkehrsführung umgesetzt. Im Verkehrsentwicklungsplan Dresden 2025plus aus dem Jahr 2011 heißt es, „eine grundsätzliche Lösung für diesen Konflikt ist derzeit nicht absehbar“. Zudem besteht eine Wechselwirkung mit der Wilsdruffer Straße, die wenige 100 Meter weiter südlich parallel zum Terrassenufer die Innere Altstadt durchschneidet.

## Geschichte

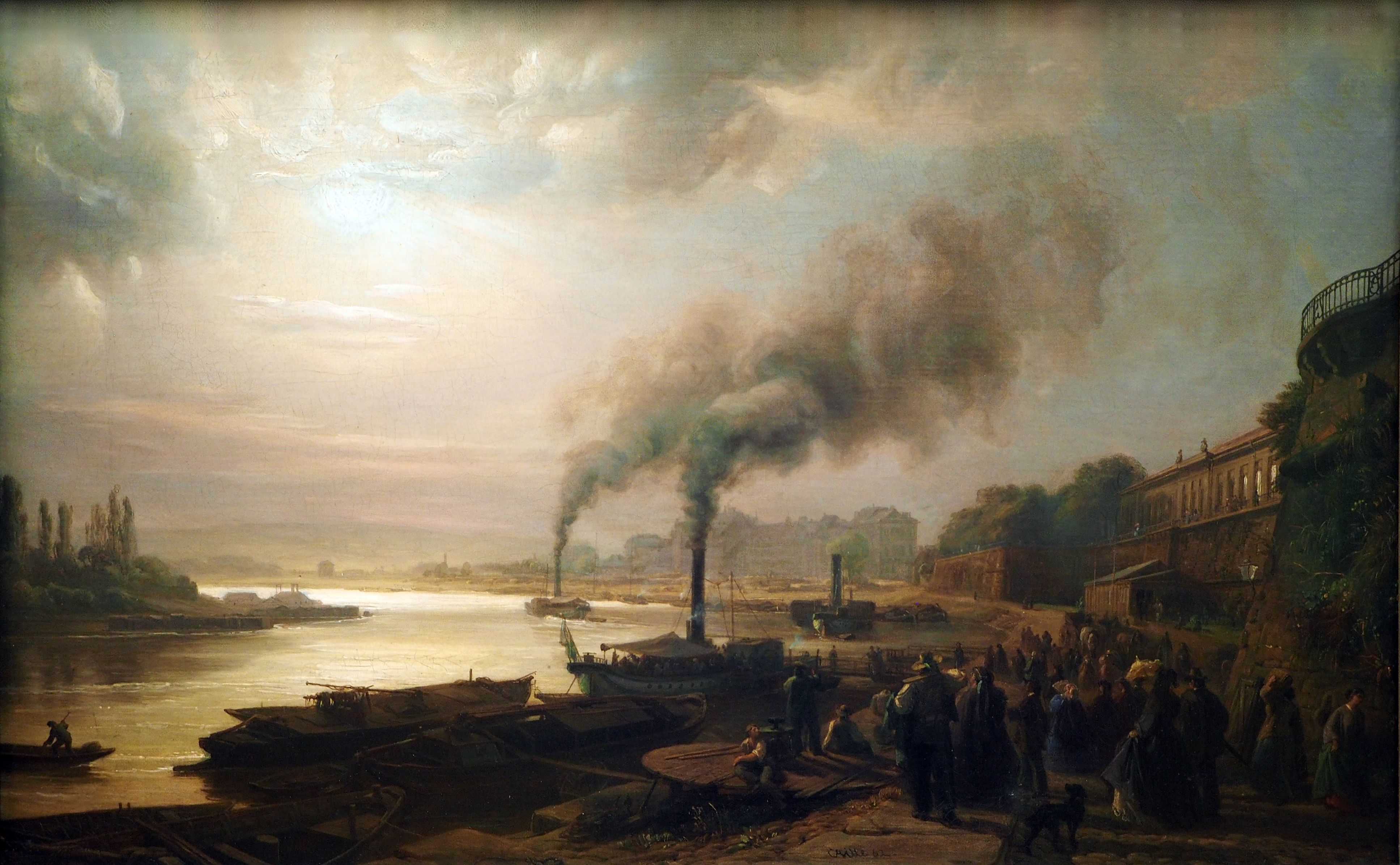
Christian Friedrich Gille: Die Brühlsche Terrasse in Dresden, 1862

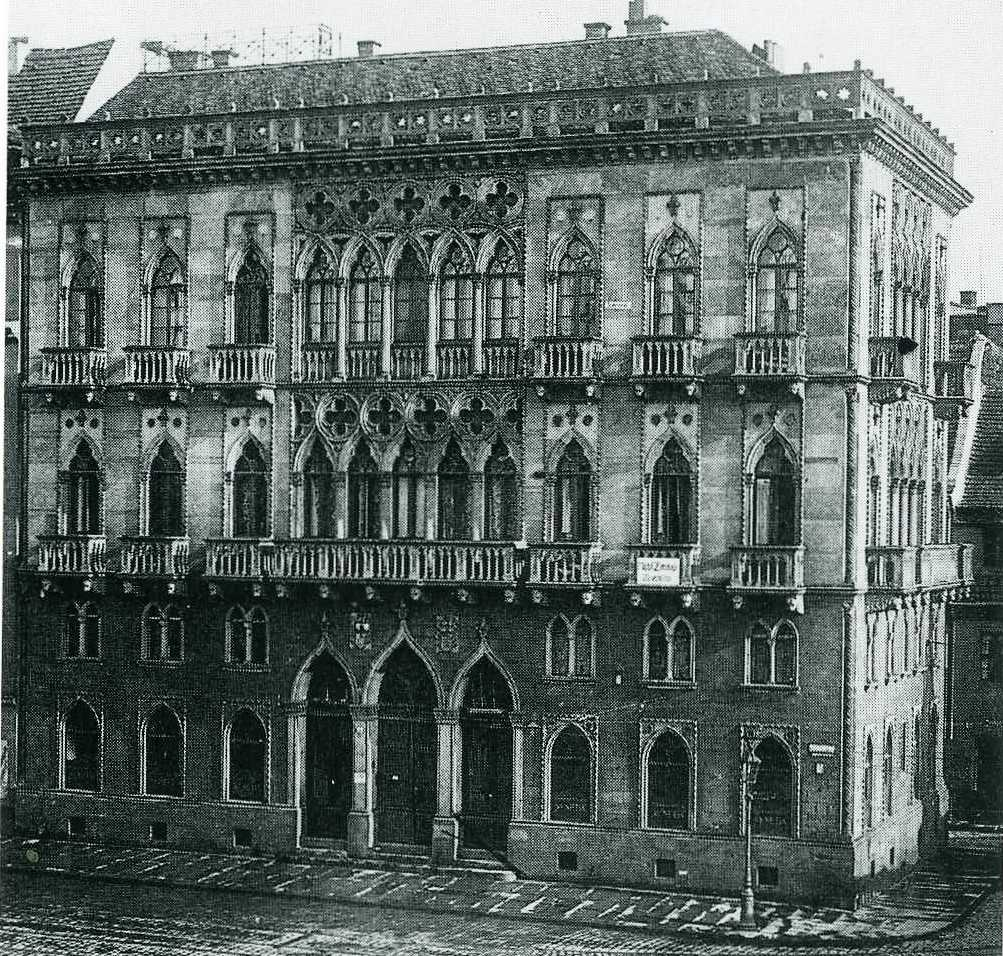
Das um 1845 gebaute Venezianische Haus am Terrassenufer 3 wurde 1945 zerstört.

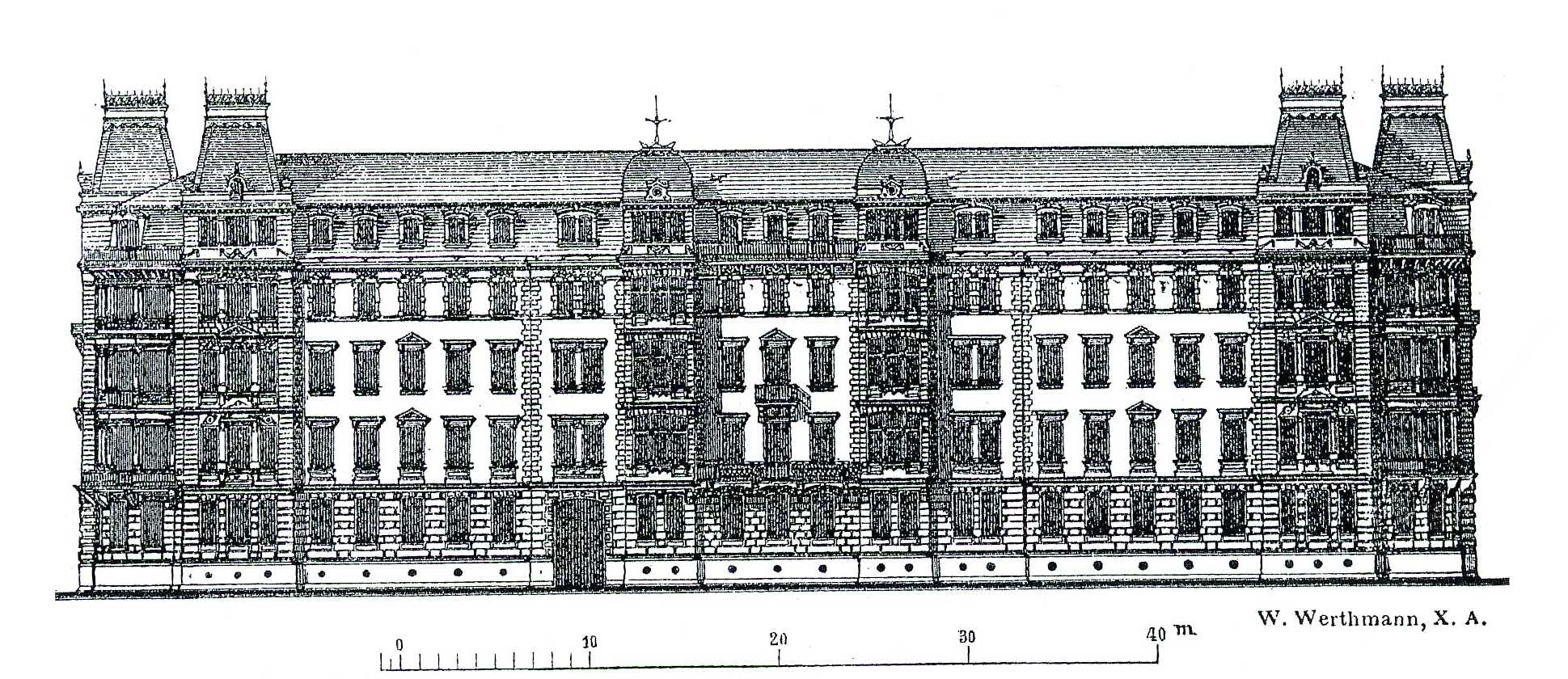
Sonntagscher Wohnblock zwischen Gerichts- und Rietschelstraße, 1873/74 als größter Dresdner Gruppenbau dieser Zeit nach Plänen von Hugo Strunz errichtet

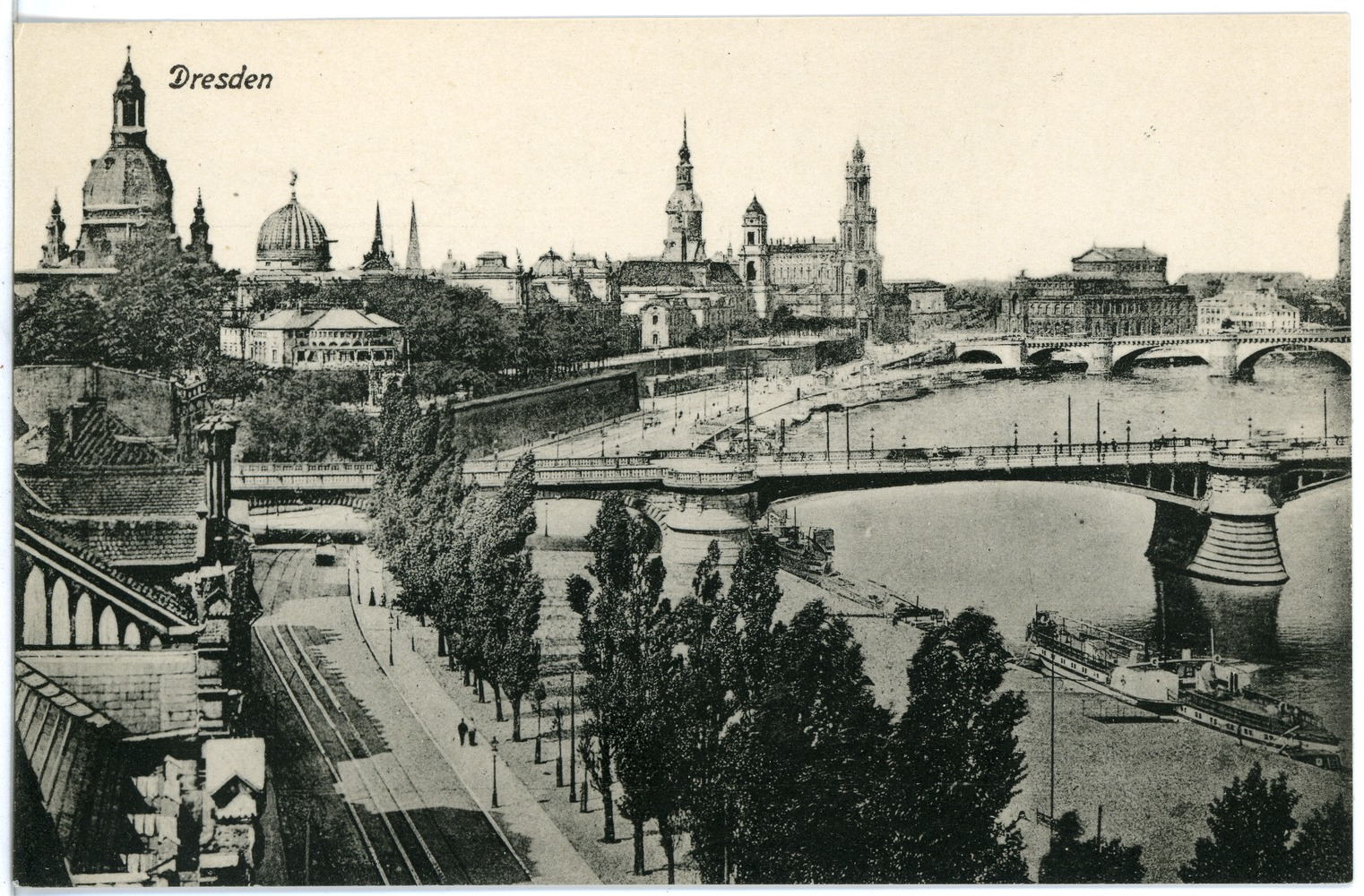
Bis zu den Luftangriffen auf Dresden 1945 war das Terrassenufer – das Foto mit der alten Carolabrücke im Vordergrund stammt von 1915 – geschlossen bebaut.

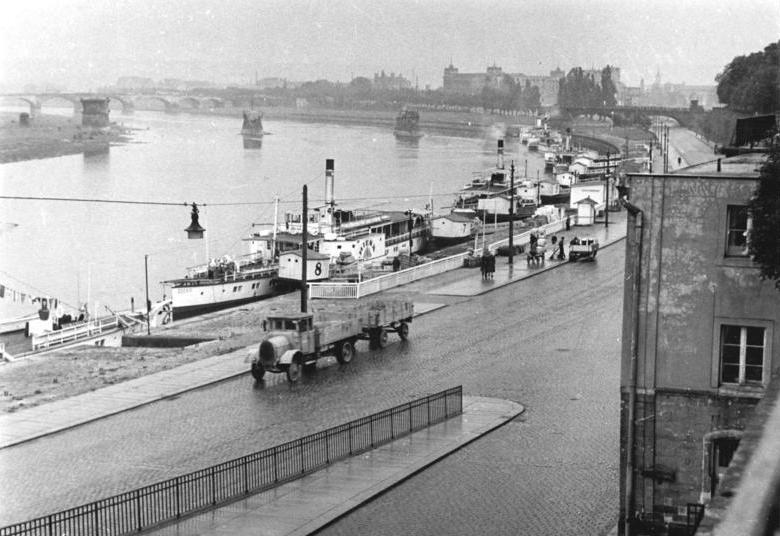
Ein Bogen der alten, großteils zerstörten Carolabrücke überspannt 1952 noch das Terrassenufer. Im Hintergrund reicht der Ausblick über die von Trümmern beräumten Flächen bis zum Amtsgericht am Sachsenplatz.

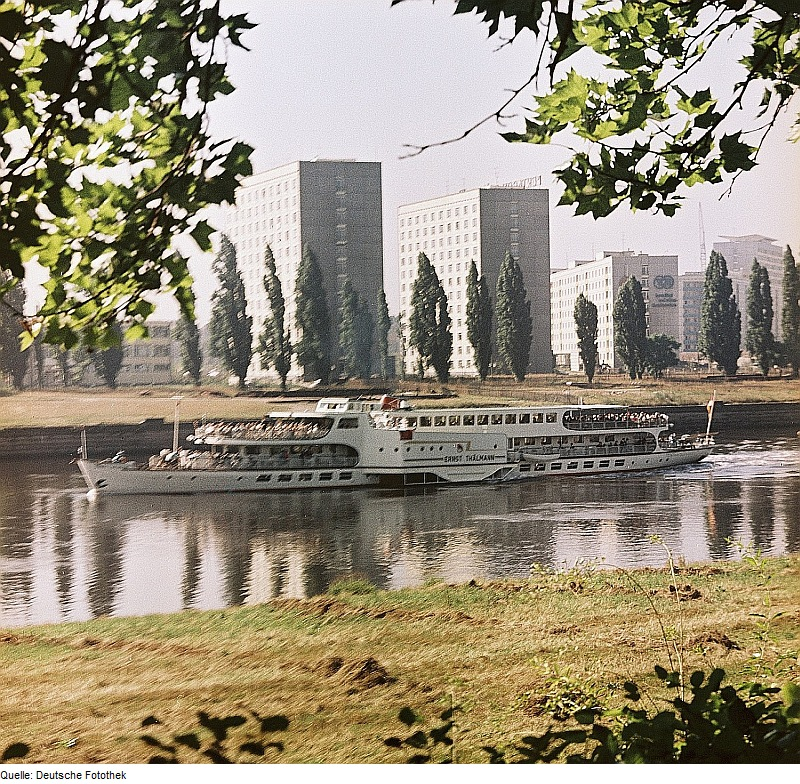
In den Jahren 1963/64 entstanden die beiden baugleichen Hochhäuser Terrassenufer 12 und 14. Letzteres (links) wurde 2005 abgerissen, der verbliebene Zwölfgeschosser dient als Hotel.

Bis ins späte Mittelalter hinein war der Bereich des heutigen Terrassenufers komplett unbefestigt. Die Angehörigen der Dresdner Fischergemeinde, die außerhalb der Stadtmauer lag, gingen dort ihrer Tätigkeit nach. Als zu Beginn des 16. Jahrhunderts das Gebiet um den Neumarkt nach Dresden eingemeindet wurde, rückten die mächtigen, aus Elbsandstein gemauerten Dresdner Befestigungsanlagen, aus denen die Brühlsche Terrasse hervorging, bis ans Elbufer heran. Das Bedürfnis nach einem Verkehrsweg im engen Bereich zwischen Stadtmauer und Elbe bestand damals nicht, zumal er die Funktion der Elbe als die Stadt schützender Wassergraben ausgehöhlt hätte. Ferner wäre eine Querung jenes Kanals notwendig gewesen, der durch den Salzausfall führte und bis zur Entfestigung im frühen 19. Jahrhundert der Versorgung des Arsenals diente.
Östlich der Festung wurde bereits unter August dem Starken begonnen, entlang der Elbe Prachtbauten nach dem Vorbild der Uferbebauung am Canal Grande in Venedig zu errichten. Der dortige einseitig bebaute Weg reichte seit mindestens dem 17. Jahrhundert bis zur heutigen Gerichtsstraße und trug die Bezeichnung An der Elbe. Im Hinterland dieses Weges befand sich bis 1840 das Gelände für die Dresdner Vogelwiese. Der Maler Caspar David Friedrich hatte im Haus An der Elbe 26 sein Atelier; unter anderem schuf er dort sein Bild Frau am Fenster und wurde dort auch selbst porträtiert. Im Jahr 1820 zog er mit seiner Familie wenige Meter weiter in das auch vom norwegischen Maler Johan Christian Clausen Dahl bewohnte Haus An der Elbe 33, von wo aus er das Gemälde Flussufer im Nebel schuf.
Einen Weg vom Schloßplatz an der Elbseite der Brühlschen Terrasse entlang gab es seit den 1820er Jahren, nachdem die Brühlsche Terrasse jegliche militärische Funktion verloren hatte. Er war allerdings nicht durchgängig und reichte zunächst nur bis zur Dampfschiffanlegestelle. Zur Überwindung des Höhenunterschieds wurde die sogenannte Appareille aufgeschüttet. Die aus dem Französischen stammende Bezeichnung bedeutet „Rampe“ und meint die Auffahrt auf einen Festungswall. Der Bereich unterhalb der Brühlschen Terrasse diente damals vorwiegend als Anlege- und Lagerplatz. Um 1820 entstand an der Mündung des östlichen, im Rahmen der damaligen Entfestigung zugeschütteten Festungsgrabens unmittelbar oberhalb der Jungfernbastei der Dresdner Gondelhafen.
Die Bomätscher, wie die Treidler in Sachsen genannt wurden, nutzten zum Schiffsziehen die Elbbrücke und die Brühlsche Terrasse und wünschten sich die Anlage eines Leinpfads längs der Ufermauer. Diese Forderung zur Erleichterung der Schifffahrt vertrat mit Nachdruck auch der 1846 gegründete „Consessionirte Sächsische Schiffer-Verein“, der Dresdner Gewerbeverein der Elbschiffer.  Bereits ab 1835 war ein Ausbau des Weges vom Schloßplatz zu den Anlegestellen geplant. Er erfolgte aber erst 1852, nachdem auch die Wasserbaudirektion für den Bau des Leinpfads eingetreten war. Dabei wurde ein Weg vor der Jungfernbastei angelegt, deren Grundmauern zuvor die Elbe begrenzt hatten. Damit entstand erstmals eine durchgängige Verbindung vom Schloßplatz bis fast zum heutigen Sachsenplatz.
In diesem Zuge wurde der Gondelhafen, von dem lediglich einige Umfassungsmauern erhalten geblieben sind, wieder zugeschüttet und das Gelände bis zum Bärenzwinger zu einem Park umgestaltet. Der Name (An der) Appareille ging zudem in dieser Zeit auf den Uferabschnitt bis in Höhe der heutigen Carolabrücke über und blieb bis 1877 in Gebrauch, als der Name An der Elbe auf diesen Bereich ausgedehnt wurde. Einzelne Behörden benutzten auch den Namen Hochuferstraße, bevor der ganze Straßenzug von der Augustusbrücke bis zum Sachsenplatz 1879 den Namen Terrassenufer erhielt – benannt nach der seit 1853 offiziell so bezeichneten Brühlschen Terrasse, auf deren Rückseite die nach dem gleichen Muster benannte Terrassengasse verläuft. Hintergrund der Neubenennung war der von 1874 bis 1879 erfolgte Ausbau des Leinpfads zu einer Verkehrsstraße.
Ab dem 19. Jahrhundert gab es am Terrassenufer eine geschlossene Bebauung. Hervorzuheben sind neben dem vermutlich schon vorm Siebenjährigen Krieg erbauten Gasthaus „Zum Schwarzen Bär“ (Hausnummer 9), das als das „vielleicht künstlerisch bedeutendste überlieferte Vorstadthaus“ Dresdens gilt, vor allem das um 1845 nach dem Vorbild venezianischer Stadtpaläste errichtete Venezianische Haus (Hausnummer 3) und das ebenfalls gotisierende, um 1880 gebaute Wohnhaus Terrassenufer 5. In den 1870er Jahren wurde der Landgraben, der bis dahin am Terrassenufer nahe der Rietschelstraße mündete, nach Blasewitz verlegt.
Im gründerzeitlichen Bauboom entstand am Terrassenufer zwischen Gerichts- und Rietschelstraße der größte Gruppenbau Dresdens dieser Zeit, der Sonntagsche Wohnblock. Der vier Straßenblocks umfassende Komplex wurde 1873/74 nach Plänen von Hugo Strunz gebaut und nach seinem Besitzer Hermann Sonntag benannt. Die 70 Meter lange Fassade am Terrassenufer zeigte eine symmetrisch angeordnete, viergeschossige Anlage von 24 Achsen mit Sandsteingliederungen. Der stilistisch schon weit von der deutlich schlichteren Semper-Nicolai-Schule entfernte Neorenaissance-Bau war an den Straßenecken abgerundet und hatte turmartige Aufsätze.
Am 30. November 1890 eröffnete die erst 1889 konzessionierte „Deutsche Strassenbahn-Gesellschaft“ in Dresden, wegen der Farbe ihrer Wagen im Volksmund „Die Rote“ genannt, eine pferdebetriebene Straßenbahnstrecke, die von der Albertbrücke aus über das Terrassenufer bis zum Hasenberg führte. Am 6. Juli 1893 wurde die verlängerte Strecke vom Hasenberg bis zum Schloßplatz eingeweiht. Sie führte ab dem Sachsenplatz weiter bis nach Blasewitz und ging als erste elektrisch betriebene Straßenbahn Sachsens in die Geschichte ein.
Zunächst die Münz- und später die Brühlsche Gasse wurden mit Durchbrüchen durch die Festungsanlage der Brühlschen Terrasse hindurch bis zum Terrassenufer verlängert. Die Carolabrücke überspannt seit ihrer Fertigstellung 1895 das Terrassenufer etwa auf halber Strecke. Seit 1910 befindet sich der Liegeplatz der Schiffe der Sächsischen Dampfschiffahrt am Terrassenufer. Beim ebenfalls 1910 fertiggestellten Neubau der Augustusbrücke wurde das Terrassenufer unter dem ersten Altstädter Brückenbogen hindurchgeführt. Zuvor hatte es dort nur einen schmalen Leinpfad gegeben. Für die damals geplante Umgestaltung der Elbseite des Theaterplatzes war bereits 1904 Helbigs Restaurant abgerissen worden, das den Platz zur Elbe hin abschloss und dessen Biergarten sich im Bereich des späteren Terrassenufers befand.
Die neue Straße nutzte diesen Freiraum und wurde um das 1911 gebaute Italienische Dörfchen bis zum Theaterplatz herumgeführt. Dafür beschrieb sie zwischen dem Neubau und dem seit 1853 „Hotel Bellevue“ genannten Gebäudekomplex der ehemaligen Calberlaschen Zuckersiederei eine 180-Grad-Kurve. Daraufhin wurde auch die Straßenbahnstrecke, die bis dahin auf der Rampe zum Schloßplatz geendet hatte, unter der Brücke hindurch bis zum Theaterplatz verlängert und am 12. Dezember 1911 eröffnet.
Als im Zuge einer ersten Vereinfachung des Straßenbahnnetzes nach dem Ersten Weltkrieg besonders die Strecken in der Innenstadt entflochten wurden, entfiel die komplette Strecke zwischen Theater- und Sachsenplatz aus betriebstechnischen Gründen und wurde am 19. April 1922 stillgelegt. Allerdings wurden die Gleise und Oberleitungen auf dem Terrassenufer nicht abgerissen, sondern mindestens bis in die 1930er Jahre betriebsfähig gehalten und mitunter als Umleitungsstrecke offizieller Linien, aber auch für Straßenbahn-Stadtrundfahrten genutzt.
Von 1923 bis 1946/47 befand sich am Terrassenufer in Höhe des einstigen Gondelhafens das Pionierdenkmal im Gedenken an die 4000 gefallenen sächsischen Pioniere im Ersten Weltkrieg. Die kommunistischen Machthaber ließen das Pionierdenkmal nach dem Zweiten Weltkrieg beseitigen. Die Löwenfigur und einige Steine wurden allerdings mit Mühe gerettet und befanden sich im Lapidarium der Stadt (ehemalige Zionskirche und Katakomben unter der Brühlschen Terrasse). Nach einjähriger zügiger Rekonstruktion steht das Pionierdenkmal seit 2012 an der Offizierschule des Heeres an der Stauffenbergallee.
Vom 27. Juni 1938 bis zum Ende des Zweiten Weltkriegs hieß die Straße Ludendorffufer nach dem General und Politiker Erich Ludendorff (1865–1937). Bei den Luftangriffen auf Dresden im Februar 1945 wurde auch das Terrassenufer schwer getroffen. Die Bebauung im östlichen Teil wurde dabei zerstört und anschließend abgerissen. Seit dem Wiederaufbau führen Schulgut- und Gerichtsstraße nicht mehr bis zum Terrassenufer durch. Die Straße Elbberg, einst direkte Verbindung vom Terrassenufer zum heutigen Rathenauplatz, wurde Ende der 1960er Jahre beim Neubau der Carolabrücke mit deren in Richtung Neustadt führender Brückenrampe überbaut.
Auch am westlichen Ende des Terrassenufers gab es infolge der Beräumung nach den Luftangriffen Veränderungen. Das Hotel Bellevue, vormals Calberlasche Zuckersiederei, war zerstört und 1950 beseitigt worden. Auch das dort endende Gleis der Elbezweigbahn hatte keinen Nutzen mehr und wurde eingekürzt. Daraufhin wurde das Terrassenufer vom Italienischen Dörfchen bis zum heutigen Bernhard-von-Lindenau-Platz verlängert und biegt seither dort, wo bis Ende der 1970er Jahre das Staatliche Fernheiz- und Elektrizitätswerk stand, scharf in Richtung Zwingerteich ein. Dieser neue Abschnitt des Terrassenufers ersetzte damit funktionell die Große Packhofstraße, die zwischen dem Hotel Bellevue und der Semperoper hindurch als direkte Verlängerung der Devrientstraße zum Theaterplatz geführt hatte.
Am 3. Oktober 1994 wurde der Theaterkahn Dresden eröffnet, der seither direkt unterhalb der Augustusbrücke liegt. Seit Ende der 1990er Jahre ist das Terrassenufer ein zielnaher Abschnitt der Laufveranstaltungen Oberelbe-Marathon und Dresden-Marathon. Dafür sowie für Veranstaltungen wie das Dresdner Stadtfest und das Internationale Dixieland-Festival wird das Terrassenufer regelmäßig gesperrt. Im Jahr 2005 wurde eines der beiden in den 1960er Jahren an der Einmündung der Steinstraße errichteten Hochhäuser wieder abgerissen. Wegen der Sanierung der Augustusbrücke wurde Anfang November 2017 der marode Brückenbogen über das Terrassenufer abgerissen und bis zum ersten Halbjahr 2019 neu errichtet.

## Bebauung

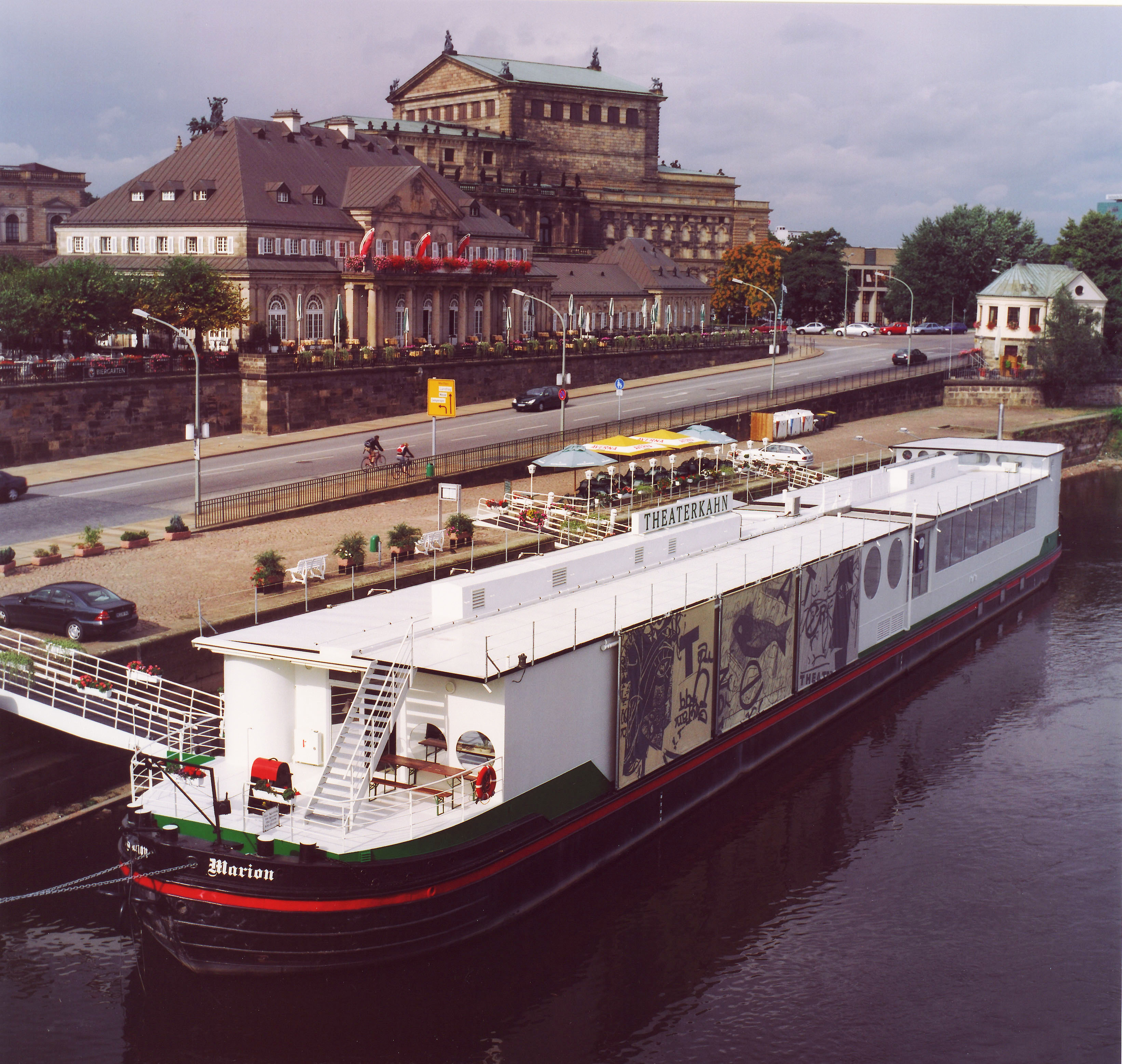
Blick von der Augustusbrücke auf den Theaterkahn Dresden mit Italienischem Dörfchen (links), Semperoper und Basteischlösschen (rechts)

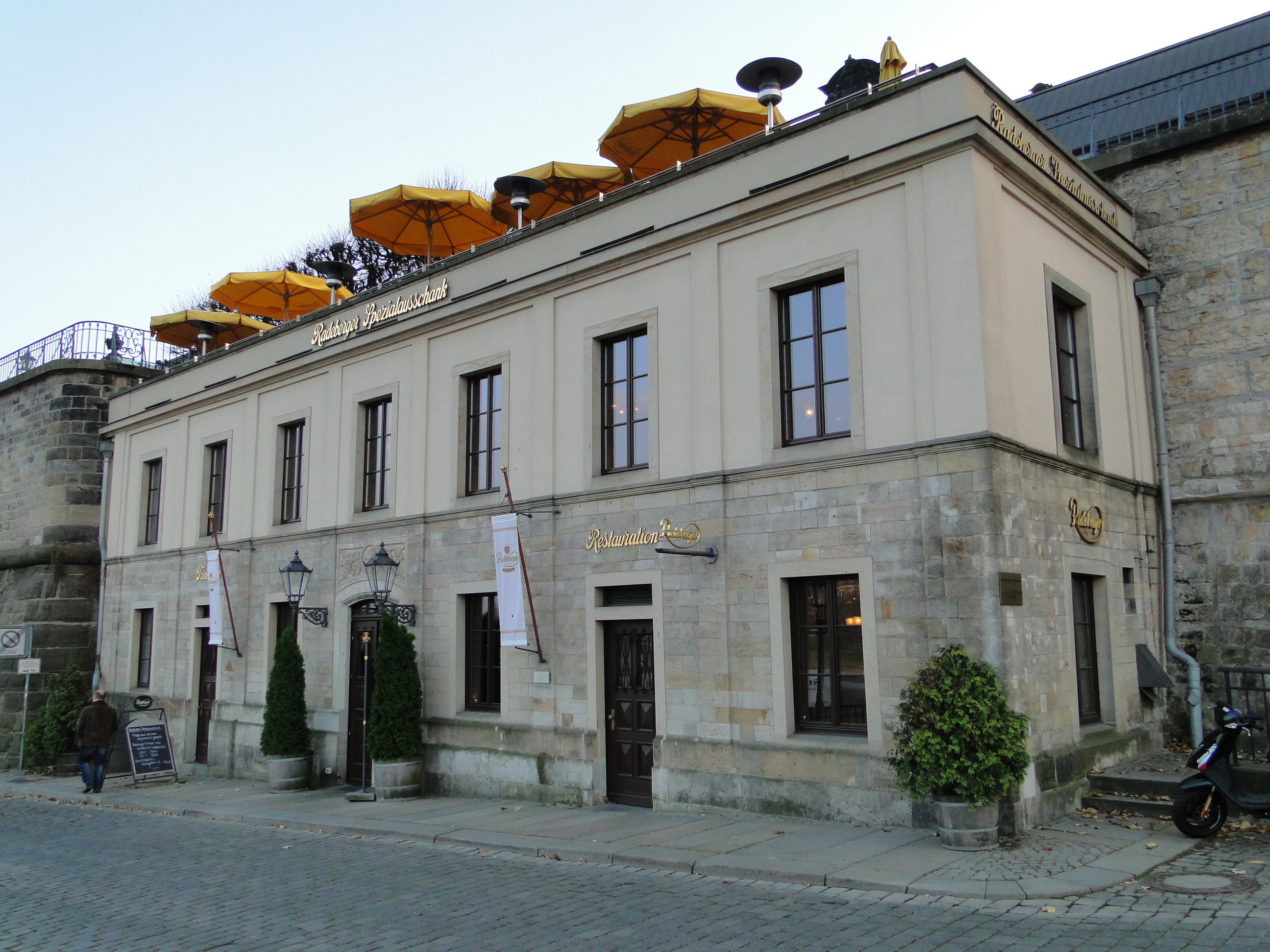
Schiffahrtsgebäude, 2011

Das Terrassenufer ist die einzige echte linkselbische Uferstraße innerhalb des 26er-Rings, da das Ostra-Ufer mit dem Kongresszentrum großteils auch zum Fluss hin bebaut ist. Ganz im Westen des Terrassenufers beherrscht die elbseitige Fassade der Semperoper die Straße. Das traditionsreiche Dresdner Opernhaus war von 1871 bis 1878 nach Plänen von Gottfried Semper am Theaterplatz erbaut und im Zuge des 1985 abgeschlossenen Wiederaufbaus mit rückseitigen Anbauten versehen worden. Gegenüber der Einmündung der Zufahrt zum Theaterplatz steht das 1912 errichtete, als Gaststätte dienende Basteischlösschen, eines der wenigen Gebäude auf der elbwärtigen Straßenseite des Terrassenufers. Bis 1913 entstand nach dem Entwurf des Dresdner Stadtbaurates Hans Erlwein das Italienische Dörfchen, ebenfalls ein Restaurant. An der benachbarten Freitreppe befindet sich direkt am Terrassenufer eine öffentliche Toilette. Östlich davon überspannt die Augustusbrücke die Straße. An ihrem Altstädter Landpfeiler befindet sich auf der stromabwärtigen Seite unmittelbar neben der Straße das Brückenmännchen, ein Dresdner Wahrzeichen. Semperoper, Basteischlösschen, Italienisches Dörfchen und Augustusbrücke stehen allesamt unter Denkmalschutz.
Östlich der Augustusbrücke erhebt sich die Brühlsche Terrasse. Die ehemalige Festungsanlage mit dem Bauensemble auf ihrer Südseite ist als Sachgesamtheit ein bedeutendes Dresdner Kulturdenkmal und eine touristische Sehenswürdigkeit. An ihre Außenmauer etappenweise angebaut wurde im 19. Jahrhundert das ebenfalls denkmalgeschützte Schiffahrtsgebäude an der Rampe zum Schloßplatz mit der Adresse Terrassenufer 1, das nunmehr als Restaurant dient. Am Terrassenufer steht zudem eine Servicestelle der Sächsischen Dampfschiffahrt – ein modernes Gebäude mit Glasfassade, das in seiner Kubatur an einen Vorgängerbau am gleichen Standort aus der Zeit der Wende zum 20. Jahrhundert angelehnt ist. Dem Unternehmen gehört außerdem das ebenfalls an die Brühlsche Terrasse angebaute eingeschossige Haus Terrassenufer 2, in dem sich Lagerflächen und Büros befinden.
Das östliche Ende der Brühlschen Terrasse bildet die Jungfernbastei mit dem Moritzmonument an ihrer Spitze und dem Museum Festung Dresden in ihrem Inneren. Das Museum ist nur vom Georg-Treu-Platz auf der anderen Seite der Brühlschen Terrasse aus erreichbar, da die vier ebenerdigen Eingänge am Terrassenufer permanent verschlossen sind. Nahe der Einmündung Hasenberg befinden sich die denkmalgeschützten Relikte des Gondelhafens, nebenan steht nur wenige Meter entfernt vom Terrassenufer die 2001 eröffnete Neue Synagoge. Östlich davon überspannt die Carolabrücke die Straße.
Östlich der Steinstraße erhebt sich das Hotel Am Terrassenufer mit der Hausnummer 12. Der zwölfgeschossige Plattenbau wurde ab 1963 errichtet und am 14. Mai 1964 als Hotel eröffnet. Es ist das erste Gebäude in Dresden, bei dem vorgefertigte Wände mit farbiger Keramikverkleidung gebaut wurden, und das zweite Mittelganghaus in der Stadt. Ein weitgehend baugleiches Hochhaus in unmittelbarer Nachbarschaft (Hausnummer 14) wurde 2005 abgerissen. Die Hausnummer 15 ist ein Schulgebäude vom Typ Dresden Atrium, das unter anderem dem Marie-Curie-Gymnasium Dresden und dem Gymnasium Dreikönigschule Dresden als Ausweichgebäude bzw. Außenstelle diente. Das Haus ist der zentrale Auslagerungsstandort für Schulsanierungen in Dresden; von den Sommerferien 2018 bis zu den Winterferien 2021 war dort das Gymnasium Dresden-Plauen untergebracht, im Anschluss bis Februar 2024 das Gymnasium Dresden-Cotta.
Östlich daran schließen sich in spitzem Winkel zur Straße drei Wohnblöcke der Wohnungsgenossenschaft Johannstadt an. Die Bauten mit den Hausnummern 16–19, 20–23 und 24–27 wurden 1961/62 errichtet, zwischen ihnen verlaufen die Rietschel- und die Schulgutstraße. Die Terrassenuferbefestigung auf der elbwärtigen Straßenseite zwischen Sachsenplatz und dem Schulgebäude, an der unter anderem das originale Geländer aus der Vorkriegszeit erhalten blieb, ist als Kulturdenkmal geschützt. Konkret unter Schutz steht die „Hochuferbefestigung mit Stützmauern, Gewölben, Geländer und Baumallee“.

## Hochwassergefahr
Durch seine abschnittsweise sehr niedrige Lage unmittelbar am Elbufer gehört das Terrassenufer zu den am meisten hochwassergefährdeten Straßen Dresdens. Übersteigt der am zweiten Altstädter Pfeiler der Augustusbrücke gemessene und auf dem Theaterkahn digital angezeigte Pegel Dresden den Wert von 5,00 Metern, wird in der Stadt Alarmstufe 2 ausgerufen, was mit einem Melde- und Kontrolldienst verbunden ist. Dann wird auch das Terrassenufer zwischen Theaterplatz und Steinstraße vorsorglich gesperrt, da es etwa bei einem Pegel von 5,20 Meter stellenweise überflutet wird. Um Staus zu vermeiden, fordern Vorwegweiser zum weiträumigen Umfahren der Straße auf. Ebenfalls gesperrt werden die am Terrassenufer gelegenen Parkplätze, der Elberadweg sowie Zufahrten, Zugänge und Treppen zur Elbe.
Besonders hohe Überflutungen der Straße gab es zuletzt im August 2002 mit mehr als vier Metern und im Juni 2013 mit rund 3,50 Metern. Teil des Hochwasserschutzes in Dresden ist auch ein flexibles Schutzwandsystem aus Stahlbohlen, die sich im Hochwasserfall schnell installieren lassen. Diese Verteidigungslinie zum Schutz der Gebäude am Theaterplatz quert das Terrassenufer in Höhe Basteischlösschen. Ein solches System kommt auch vorm Schiffahrtsgebäude sowie in den Durchfahrten Brühlsche Gasse und Münzgasse unter der Brühlschen Terrasse zum Einsatz.